# 2004 PB108
2004 PB108 est un objet transneptunien de magnitude absolue 6,5.
Son diamètre est estimé à 243 kilomètres, un satellite nommé S/2007 (2004 PB108) 1 (pt) de diamètre 132 km, il orbite à 10 400 ± 84 km.